# Forrest Towns
Forrest Grady „Spec“ Towns (* 6. Februar 1914 in Fitzgerald, Georgia; † 9. April 1991 in Athens, Georgia) war ein US-amerikanischer Hürdenläufer, dessen Spezialstrecke die 110-Meter-Distanz war.

## Sportliche Laufbahn
Forrest Towns war 1935 Elfter in der Weltjahresbestenliste, 1937 und 1938 belegte er den siebten Platz. Sein erfolgreichstes Jahr war das olympische Jahr 1936: Er blieb ungeschlagen, stellte zwei Weltrekorde auf und lief in jenem Jahr seine 20 besten Zeiten.
Seinen ersten Weltrekord stellte er mit 14,1 s im Juni in Chicago auf, allerdings mit aus heutiger Sicht unzulässigem Rückenwind. Im August stellte er diesen Weltrekord beim Zwischenlauf der Olympischen Spiele 1936 unter einwandfreien Bedingungen ein. Das Finale gewann er in 14,2 s mit 0,2 Sekunden Vorsprung auf den Briten Don Finlay.
Im selben Monat, am 27. August 1936, lief er in Oslo mit 13,7 s einen neuen Weltrekord. Mit dieser Zeit gelang ihm die größte Verbesserung eines bestehenden Weltrekords in der Geschichte des Hürdensprints. Es dauerte vierzehn Jahre, bis Richard Attlesey die Zeit von Towns unterbieten konnte. Damit ist Towns’ Weltrekord die bisher am längsten bestehende Bestzeit im Hürdensprint der Männer. Colin Jacksons Weltrekordzeit von 12,91 s aus dem Jahr 1993 hielt mit 13 Jahren (bis 2006) am zweitlängsten.
Nach seiner Karriere war Towns bis 1975 als Trainer an der Universität von Georgia tätig.